# Península Soikinsky
La península Soikinsky (del ruso:  Кургальский полуостров ) es una pequeña península de Rusia localizada en aguas del mar Báltico, que divide la parte sur del golfo de Finlandia en dos: la bahía de Luga (al oeste) y la bahía de Koporie (al este).
Su nombre deriva de Soikkola, que es la palabra ižoriana que designa una «península». El pueblo más poblado, también conocido como Soikino, fue destruido durante la Segunda Guerra Mundial. Actualmente el principal asentamiento es Vistino, que cuenta con un museo dedicado al patrimonio ižoriano de la región. Se ha programado construir en Vistino, a partir de 2009, una terminal petrolera.